# Frans Theunisz
Frans Theunisz (Maastricht, 25 januari 1946) is een Nederlandse volkszanger en voormalig televisiepresentator. Hij vergaarde vooral bekendheid met vertolkingen in de Limburgse streektaal in Limburg.

## Loopbaan
Bij TV Limburg presenteerde Theunisz tot de opheffing van de zender in augustus 2016 het programma Aon de geng, waarin hij alledaagse onderwerpen voorschotelde aan de kijker, zoals items over de gewone man in de straat tot speciale uitzendingen over bekende en minder bekende Limburgers.

## Beknopte discografie
- 5 lp's (onder andere De Nachraove, Ammesasie, Rundsje Roontelum)
- 7 album-cd's (onder andere Hoppa, Aon de geng, Het beste van De Nachraove, Polonaise)
- 3 lp-singles (Venile, Sjoggel, Nachraove)
- 20 cd-singles
- 2 dvd's (onder andere Nachraove op volle toeren)
- duet met karel verspaget  "door dik en dun"
- duet met Huub Stapel  "Vastelaovend same"

## Benoemingen
- Ridder in de orde van de Tempeleers
- met de Orde van de Bessem Lanaken (B)
- met de Handdruk Maasmechelen (B)
- Lid in de Orde van Oranje-Nassau
- Nachtburgemeester van Maastricht
- Cultureel Ambassadeur van Maastricht
- Ereconsul in de Koninklijke Orde van de Commeduur - Sint-Truiden (B)

## Ereburger
- Tongeren (B)
- Genk (B)
- Pineda (Es)
- Maastricht (Nl) (Hij ontving De Treechter penning' van de stad Maastricht)

## Records
- langst en hoogst genoteerde Limburgse artiest op nr.3 in de Mega top 100: 26 weken lang, in 1995/1996
- hoogst genoteerde Limburgse artiest aller tijden
- langste receptie (Guinness Book of records)
- langste polonaise (GB records)
- Gouden Plaat (single-cd ) voor Sjeng aon de geng
- Gouden Plaat voor 20 jaar artiest Frans Theunisz

In een duet samen met zangeres Tamara Hoekwater bracht Platenmaatschappij Telstar in 2005 de cd 'Die Zomeravond' uit. De videoclip werd in Mallorca opgenomen. 